# 新喀里多尼亚大学
新喀里多尼亚大学（法語：Université de la Nouvelle-Calédonie）是法国新喀里多尼亚的一所公立综合性大学，1999年从法国太平洋大学中独立出来。

## 历史
学校最早是成立于1987年的法国太平洋大学的一部分，1999年法国大平洋大学分为新喀里多尼亚大学和法属波利尼西亚大学两所独立的大学。

## 院系设置
- 科学技术学院
- 法律、经济、管理学院
- 文学、语言、社会科学学院
- 继续教育与远程教育中心
- 大学技术学院
- 教育学院
- 博士研究生院